# Leoncio de Trípoli
Leoncio de Trípoli fue un soldado romano, mártir del cristianismo. Es considerado santo; su festividad se celebra el 18 de junio.

## Biografía
Se convirtió al cristianismo en el siglo I, probablemente en Roma durante la predicación de San Pedro y San Pablo en Italia, o durante su estancia en el Próximo Oriente, donde fue destinado como soldado.
Leoncio fue hecho prisionero en Trípoli, en la región de Fenicia, perteneciente al Imperio romano, durante una de las primeras persecuciones contra los cristianos, al descubrise su condición de cristiano. Fue torturado y martirizado en la cárcel.
- Datos: Q3271640
- Multimedia: Saint Leontius of Tripoli / Q3271640